# 小林洋司 (教育者)
小林 洋司（こばやし ようじ）は日本の教育者、公民科教諭。

## 略歴
- 1978年：東京学芸大学を卒業
- 1978年：東京通商産業局（現：関東経済産業局）勤務
- 1981年：東京学芸大学大学院へ入学
- 1983年：同大学院法学・政治学講座を修了
- 1983年：東京都立水元高等学校講師として教員生活を始める。
- 1984年：同高校教諭に就任する。
- 1990年：東京都立足立高等学校教諭
- 1997年：東京都立向島工業高等学校教諭
- 1998年：東京都立荒川商業高等学校教頭
- 2001年：東京都立葛西南高等学校教頭
- 2003年：東京都立池袋商業高等学校校長に就任
- 2004年：東京都立足立工業高等学校校長
- 2006年：東京都立大泉高等学校校長を務め、在任中に中高一貫校への移行が決まる。
- 2008年：東京都学校経営支援センターへ転出
- 2011年：東京都立桜修館中等教育学校校長に着任

## 諸活動
著書では『現代社会問題集』（共編著, 横山正, 山川出版社）や『情報A・B』（中村祐治ほか, 開隆堂出版）などの教材を執筆をした。また『法律文化』（東京リーガルマインド, 2004, 8）や『大学時報』（319号, 2008, 3）、『月刊　高校教育』（3月号, 2008）など、都立高等学校の職業教育や高大連携、大学入試について提言を寄稿している。大泉高等学校の同窓会報『いずみ』（51号,2007）では、「中高一貫教育校の特色として、第一に教養主義に徹する」と語っている。